# Pablo Matos
Pablo Matos Mascareño, né le 29 août 1956, est un homme politique espagnol membre du Parti populaire (PP).
Il est élu député de la circonscription de Santa Cruz de Tenerife lors des élections générales de mars 2004.

## Biographie

### Vie privée
Il est divorcé et père de deux filles.

### Études et profession
Titulaire d'une licence en droit délivrée par l'université de La Laguna, il dispose d'un diplôme d'assesseur juridique d'entreprises du Centre des études fiscales et économiques de Madrid (CETE). Il exerce comme avocat pour des entreprises.

### Étape politique régionale
Il postule sur la liste de Guillermo Guigou à l'occasion des élections municipales de 1995 et se retrouve élu conseiller municipal de Santa Cruz de Tenerife. Un pacte d'investiture conclu entre la Coalition canarienne de Miguel Zerolo — arrivée en tête du scrutin — et le PP permet à Pablo Matos de devenir premier adjoint au maire chargé de l'Urbanisme et du Logement pendant toute la durée de la mandature. Lors des élections canariennes de juin 1999, il est élu député de la circonscription de Tenerife. Membre de la commission des Affaires européennes et internationales et de la commission générale des cabildos insulaires, il est secrétaire de celle des Travaux publics, du Logement et des Eaux et de celle des Budgets et des Finances ainsi que vice-président de celle du contrôle parlementaire de la télévision publique régionale. Il est également président de la commission d'évaluation sur la pauvreté et l'exclusion sociale dans les îles Canaries et porte-parole adjoint du groupe populaire. En 2000, il est désigné secrétaire général du Parti populaire des Canaries par son nouveau président José Manuel Soria.
Il est remonté de la troisième à la première position sur la liste à l'occasion des élections de mai 2003 et retrouve son mandat parlementaire. Porte-parole titulaire du groupe parlementaire, il est vice-président de la commission du contrôle de la télévision publique régionale et de la commission du Statut des députés et des Pétitions. Il abandonne son mandat le 19 mars 2004 et est relevé de ses fonctions de secrétaire général du PP des Canaries la même année.

### Député au Congrès
Investi tête de liste dans la circonscription de Santa Cruz de Tenerife à l'occasion des élections générales de mars 2004, sa liste remporte deux des sept mandats en jeu dans la circonscription. Élu au Congrès des députés, il est le porte-parole de son groupe à la commission de l'Équipement et du Logement et membre de la commission de l'Environnement. Toujours tête de liste lors des élections législatives de mars 2008, il obtient une nouvelle fois deux mandats dont l'un revient à Gabriel Mato. Il est alors choisi comme porte-parole à la nouvelle commission du Logement et est membre de la commission de la Justice et de celle des Administrations publiques, devenue celle de la Politique territoriale.
Lors des élections générales de novembre 2011, il obtient le score historique de 44,83 % des voix et remporte quatre mandats,. Membre suppléant de la députation permanente, il est élu président de la commission de l'Industrie, de l'Énergie et du Tourisme par ses collègues et intègre la commission de la Justice ainsi que celle de l'Économie et de la Compétitivité. Président de la commission de l'Agriculture, de l'Alimentation et de l'Environnement pendant la brève onzième législature, il est remplacé par l'architecte Ana Zurita comme chef de file pour le scrutin législatif anticipé de juin 2016,. Tout de même réélu à la chambre basse des Cortes Generales, il perd son poste de président de commission au profit de celui de premier vice-président de la commission de la Justice.
Il démissionne de son mandat le 29 juin 2018, après la fin de la session parlementaire ordinaire, du fait de sa nomination au Conseil consultatif des Canaries. Il est remplacé par Manuel Torres.